# Cellophane
Il cellophane o cellofan, più raramente cellòfane (/ʧelˈlɔfane/) o cellofàno (/ʧelloˈfano/), è una pellicola sottile e trasparente costituita da idrato di cellulosa.

## Fabbricazione
Inventato nel 1908 da Jacques Edwin Brandenberger, un ingegnere chimico svizzero, è un materiale molto usato per imballaggi e confezioni alimentari in quanto è resistente all'aria, all'acqua (solo dopo il processo di laccatura, che gli conferisce resistenza e proprietà barriera all'umidità), è inoltre biodegradabile e compostabile. Il procedimento di fabbricazione consiste nel far passare della viscosa attraverso una sottile fessura posta in un bagno di acido: la viscosa si trasforma in una pellicola di cellulosa. In modo analogo facendo passare la viscosa entro piccoli fori si possono ottenere dei lunghi fili di fibre artificiali come il rayon.

## Etimologia
Il termine cellophane, che è diventato un termine di uso comune, fu creato da Brandenberger dall'unione delle parole "cellulosa" e "diaphane" (diafano, che lascia passare la luce e permette di vedere attraverso esso).

## Utilizzo
La produzione industriale di cellophane è iniziata attorno al 1920 e continua ancora ai giorni nostri, venendo utilizzato, oltre che per gli imballaggi alimentari, anche per ottenere membrane semipermeabili (usate in campo medico per le dialisi) o nastri adesivi. In particolare, nel 1929, il conte Paolo Orsi Mangelli fondò, a Forlì, con capitali in parte suoi ed in parte di investitori esteri, la prima ditta italiana per la produzione di cellophane. Tuttavia negli ultimi anni il cellophane è stato sostituito in alcuni utilizzi dal polipropilene orientato, meno costoso.
Nel settore dell'industria alimentare, il francese Jean Panzani fu il primo imprenditore al mondo ad impiegare il cellophane come materiale per il trattamento e per il confezionamento dei prodotti, nell'omonima azienda di famiglia a partire dal 1950.
Il materiale ha conosciuto un rinnovato interesse grazie alle caratteristiche di eco-sostenibilità date da due fattori: l’uso di risorse rinnovabili (cellulosa) e la bio-compostabilità, le quali lo rendono un materiale adatto per la produzione di film plastici bio-compostabili, ad esempio per gli imballaggi alimentari.